# Validentia peruncta
Validentia peruncta är en stekelart som först beskrevs av Tosquinet 1903.  Validentia peruncta ingår i släktet Validentia och familjen brokparasitsteklar. Utöver nominatformen finns också underarten V. p. durica.